# BAMN
La BAMN (traducido como: Coalición para Defender la Acción Afirmativa, Integración & Derechos Inmigrantes, y Lucha para Igualdad Por Cualquier Medio Necesario), generalmente acortado a By Any Means Necessary Significa Necesario (BAMN), es una organización militante estadounidense de extrema izquierda que participa en protestas y litigation para conseguir sus objetivos.

## Orígenes
BAMN se formó en 1995 para oponerse a la decisión del 20 de julio de 1995 de Regentes de la Universidad de California de prohibir acción afirmativa como  'La Coalición para defender la acción afirmativa Por cualquier medio necesario'. Presentó una lista de candidatos en las elecciones de abril de 1996 para los estudiantes Asociados de la Universidad de California en una plataforma de derrota Proposición 209 de California. La propuesta aprobada en noviembre prohíbe a las instituciones gubernamentales estatales considerar la raza, el sexo o el origen étnico para el empleo, la contratación y la educación. En 1997, BAMN se expandió a Michigan, donde organizó el apoyo estudiantil para la política de acción afirmativa de la Facultad de Derecho de la Universidad de Michigan en Ann Arbor (UMLS) como resultado de un desafío a esa política a través de ' 'Grutter v. Bollinger' '.

## Campañas

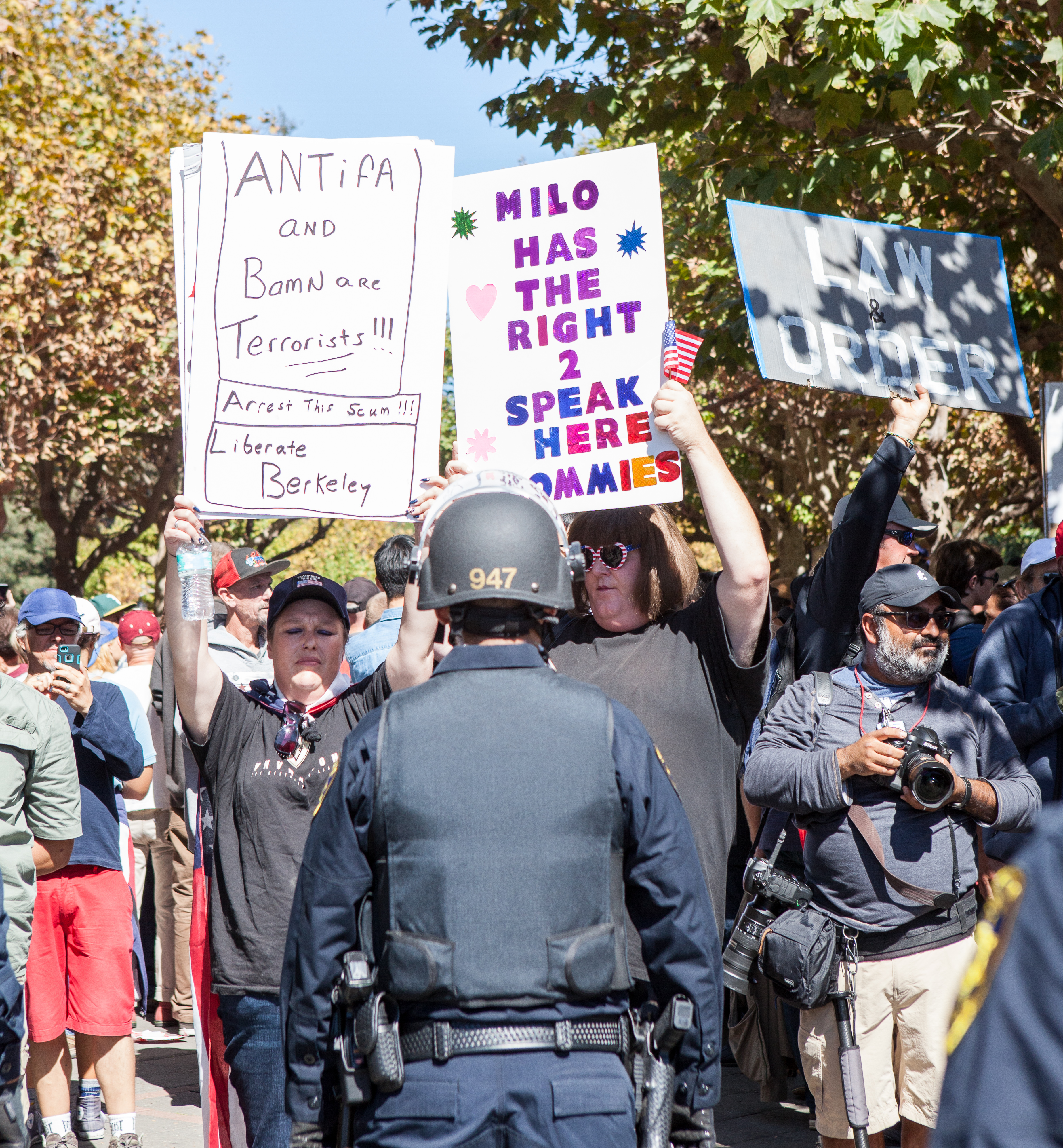
Activistas manifestación en Berkeley, California, 2017

En diciembre de 2014, BAMN ayudó a organizar una semana de protesta contra la brutalidad policiaca y de Black Lives Matter en el Área Metropolitana de San Francisco (llamada comúnmente Área de la Bahía). Una de estas protestas cerró una parte de la Interestatal 80 y condujo al arresto masivo de 210 personas. Ronald Cruz, abogado y organizador de BAMN, dijo que BAMN exigió que se retiraran todos los cargos contra los manifestantes. Otra protesta la misma semana resultó en violencia y daños a la propiedad, pero Cruz afirmó que la policía empezó a agredir a los protestantes.

### Atención por parte de las Autoridades estadounidenses
En 2005, la Unión Americana de Libertades Civiles informó que en 2002 la Oficina Federal de Investigaciones (FBI) identificó a BAMN como "se cree que está involucrado en actividades terroristas". Según el FBI, las protestas del grupo se discutieron en una reunión sobre presuntos vínculos con organizaciones terroristas."
En febrero de 2019, el FBI abrió una investigación sobre "terrorismo doméstico" contra un grupo de derechos civiles de California cuyos miembros llamó "extremistas" después de sus protestas de extrema derecha de 2016, según nuevos documentos a los que algunos periodistas han tenido acceso. Los documentos incluían vigilancia en persona. La agencia consideró el activismo contra la "violación y la violencia sexual" y la "brutalidad policial". La investigación comenzó después de una pelea que resultó en que varias personas fueron apuñaladas y golpeadas en una pelea en la ciudad de Sacramento, considerando que es motivo suficiente para abrir una investigación de terrorismo, creando controversia sobre la criminalización de los movimientos civiles.

## Disturbios en Sacramento y actividades recientes
En junio de 2016, BAMN dirigió una contra-protesta contra una manifestación organizada por el Partido de los Trabajadores Tradicionalistas, un grupo nacionalista blanco, fuera del Capitolio de California en Sacramento. La violencia en las protestas resultó en nueve personas hospitalizadas, siete con heridas de arma blanca. Yvette Felarca, una portavoz de BAMN, dijo que su protesta con éxito "ahuyentó a los neonazis y les impidió reclutar nuevos miembros".
En julio de 2017, un año después de los disturbios, las autoridades arrestaron a Felarca y la acusaron de "incitar y participar en un disturbio y agresión que probablemente cause grandes lesiones corporales". Felarca y su abogado, el presidente nacional de BAMN, Shanta Driver, dicen que los nacionalistas blancos fueron los agresores y los miembros de BAMN tenían derecho a defenderse. Felarca le dijo a The Guardian que fue apuñalada en el brazo y golpeada en la cabeza, lo que le provocó puntos de sutura.
En diciembre de 2018, el grupo estuvo presente durante las caravanas de migrantes de 2018, varios militantes estuvieron presentes durante disturbios y manifestaciones contra las fuerzas de seguridad, en la ciudad de Tijuana, reteniendo el desalojo de migrantes en algunas partes de la ciudad. Algunas organizaciones civiles se distanciaron del grupo, por sus violentas protestas e historia de disturbios en los Estados Unidos.